# 동매역
동매역(Dongmae station, 동매驛)은 대한민국 부산광역시 사하구 신평동에 있는 부산 도시철도 1호선의 전철역이다. 이 역부터 다대포해수욕장역까지 지하 구간이다.

## 역사
- 2017년 4월 20일 : 부산 도시철도 1호선 신평역~다대포해수욕장역 구간 연장 개통과 함께 영업 개시

## 역명의 유래
이 역 주변 신평시장 일대에 "동매" 라는 옛 지명이 있다. "동매"는 동쪽의 산이라는 뜻이며, 동쪽의 산이라고 하여 "동매산"이라는 산 이름이 붙었고, 현재도 이 일대를 모두 "동매마을"이라고 부른다. 옛 지명의 상징성에 따라 역명을 정했다.

## 특징
사하소방서 4거리에 있다. 부역명은 강동병원이다. 역 인근에 신평종합시장, 부산정신병원 등이 있다.

## 역 구조
2면 2선의 상대식 승강장을 갖춘 지하역이며, 승강장에는 스크린도어가 설치되어 있다. 출구는 6개다.

### 승강장
| 장림 ↑ |
| \| 상  |
| ↓ 신평 |

| 상행 | ● 부산 도시철도 1호선 | 다대포해수욕장 방면        |
| 하행 | ● 부산 도시철도 1호선 | 부산역·서면·동래·노포 방면 |

## 역 주변
- 동매마을
- 사하소방서
- 하나은행 신평지점
- 부산정신병원 방면
- 신평종합시장
- 신평초등학교
- 신촌초등학교
- 보림초등학교
- 강동병원
- 엔케이
- 대성토이즈
- 신평삼익아파트(1동~3동·5동~8동)
- 신평럭키무지개타운(1동~4동)
- 성일여자고등학교

## 인접한 역
| 부산 도시철도 1호선            | 부산 도시철도 1호선   | 부산 도시철도 1호선 |
| ------------------------------ | --------------------- | ------------------- |
| 099 장림 다대포해수욕장역 방면 | ● 부산 도시철도 1호선 | 101 신평 노포 방면  |